# Mäkinenite
La mäkinenite est un minéral de la classe des sulfures. Il a été nommé en l'honneur d'Eero Mäkinen (Sortavala, Finlande, 27 avril 1886 - Helsinki, Finlande, 27 octobre 1953), géologue et politicien.

## Caractéristiques
La mäkinenite est un séléniure de nickel de formule chimique γ-NiSe. Elle cristallise dans le système trigonal. C'est une espèce dimorphe de la sederholmite.

## Classification
Selon la classification de Nickel-Strunz, la mäkinenite appartient à "02.C - Sulfures métalliques, M:S = 1:1 (et similaires), avec Ni, Fe, Co, PGE, etc." avec les minéraux suivants : achavalite, breithauptite, fréboldite, kotulskite, langisite, nickéline, sederholmite, sobolevskite, stumpflite, sudburyite, jaipurite, zlatogorite, pyrrhotite, smithite, troïlite, chérépanovite, modderite, ruthénarsénite, westerveldite, millérite, mackinawite, hexatestibiopanickélite, vavřínite, braggite et coopérite et vysotskite.

## Formation et gisements
Elle a été découverte dans la vallée de la rivière Kitka, près de la ville de Kuusamo (Ostrobotnie du Nord, Finlande). Elle a également été décrite dans le gouvernorat d'Amman (en Jordanie) et dans la mine Palhal (Aveiro au Portugal). Ces trois endroits sont les seuls sur la planète où cette espèce minérale a été décrite.